# Michelle Bubenicek
Michelle Marguerite Bubenicek (Nantes, 9 gennaio 1971) è una storica francese.

## Biografia
Dopo essersi diplomata all'École nationale des chartes (1991-1994, con una tesi scolastica su di Iolanda di Fiandra) e all'Institut national du patrimoine (1995), ottiene nel 1998 sotto la direzione di Michel Parisse un dottorato in storia presso la Sorbonne. Quindi, nel 2010, riceve l'abilitazione.
Viene successivamente nominata professoressa associata (1999) e professoressa (2011) di storia medievale all'università di Franca Contea. Nel 2016 diviene direttrice dell'École des chartes al posto di Jean-Michel Leniaud.

## Opere
- Guide de l'archivage au siège du CNRS, con Louis Cosnier, Solange Lassalle e Odile Welfelé-Capy, Parigi, Centre national de la recherche scientifique, 1996, ISBN 2-91098605-5.
- Quand les femmes gouvernent, droit et politique au XIVe siècle : Yolande de Flandre, collana Mémoires et documents de l'École des chartes, pref. Michel Parisse, Parigi, École des chartes, 2002, ISBN 2-900791-49-9.
- Entre rébellion et obéissance : l'espace politique comtois face au duc Philippe le Hardi (1384-1404), collana Rayon histoire de la librairie Droz, Ginevra, Droz, 2013, ISBN 978-2-600016-01-8.
- Meurtre au donjon : l'affaire Huguette de Sainte-Croix, Parigi, Presses universitaires de France, 2014, ISBN 978-2-13-061788-4.